# 格里戈里·伊万诺维奇·舍利霍夫

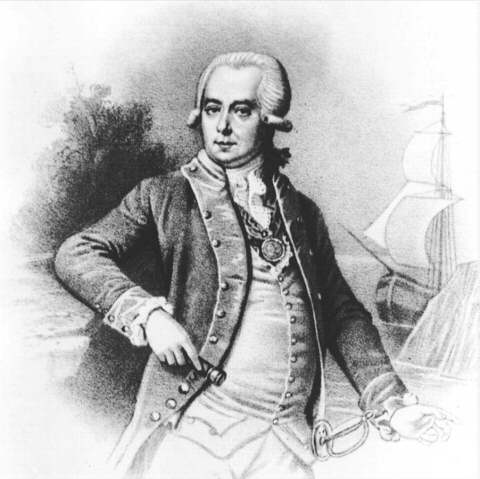
格里戈里·伊万诺维奇·舍利霍夫

格里戈里·伊万诺维奇·舍利霍夫（俄语：Григо́рий Ива́нович Ше́лихов，1714年—1795年），俄罗斯水手、探险家、商人。出生在雷利斯克。
1775年，舍利霍夫组织了一队商船，前往千岛群岛和阿留申群岛进行商业贸易航行。1783年至1786年，他的船队远征到了今日被称作阿拉斯加的海岸，在那里建立了俄罗斯在北美的第一个据点。舍利霍夫的航行是由舍利霍夫-戈利科夫公司的赞助下完成的，该公司的另一位所有人是伊凡·拉里奥诺维奇·戈利科夫。此公司亦为1799年建立的俄美公司的基础。
1784年，舍利霍夫的两艘船来到科迪亚克岛的三圣徒湾。当地的原住民阿鲁提克人进行防卫，舍利霍夫及其手下屠杀了数百名包括女人和孩子在内的原住民，还逮捕了一些人质来恫吓其他阿拉斯加原住民。此事件为阿瓦乌克大屠杀。在科迪亚克岛确立自己的权威之后，舍利霍夫在三圣徒湾建立了俄罗斯在阿拉斯加第一个永久性据点（此前乌纳拉斯卡在很久以前建立，但并非永久性据点）。
1790年，舍利霍夫回到俄罗斯，雇佣了亚历山大·安德烈耶维奇·巴拉诺夫来完成他在俄属北美的皮草贸易生意。
鄂霍次克海的舍利霍夫湾，以及阿拉斯加与科迪亚克岛之间的舍利科夫海峡，都是以他的名字命名的。